# ضبة (قبيلة)
بنو ضبة  قبيلة عربية من القبائل الخندفية المضرية العدنانية ينتهي نسبها إلى النبي إسماعيل بن إبراهيم الخليل عليهما السلام، وهي إحدى قبائل العرب المشهورة عند ظهور الإسلام، وقد اندمجوا مع أبناء عمومتهم بني تميم وعدوا جزء منهم. وبنو ضبة من جمرات العرب. ومن أشهر فرسانهم حبيش بن دلف وزيد الفوارس بن حصن، ومن أمرائهم المسيب بن زهير، ومنهم المفضل بن محمد الضبي صاحب كتاب أمثال العرب.

## نسب بني ضبة
- بنو ضبة بن أد بن طابخة بن إلياس بن مضر بن نزار بن معد بن عدنان

- تزوج من ليلى بنت لحيان بن هذيل بن مدركة بن الياس بن مضر بن نزار بن معد بن عدنان[4]

وأقرب القبائل لهم نسباً: بني تميم وقد دخلوا فيهم، وصاروا جزء منهم، وقبيلة مزينة.

## بنو ضبة في العصر الحديث
ويذكر كل من المؤرخين نور الدين السالمي وسالم السيابي أن قبيلة ضبة الشهيرة منهم بطن السوالم في عمان، وذكر المؤرخ محمد باكثير في كتابه (المرجان في قبائل هذا الزمان) أن بطون بنو ضبة قسم لازال يقطن جنوب نجد ومن أشهر بطونهم (القرينية)، وقسم استوطن سلطنة عمان ومن بطونهم في عمان بنو سالم وأشهر اعلامهم نور الدين السالمي.